# Este (település)
Este település Olaszországban, Veneto régióban, Padova megyében. Lakosainak száma 15 975 fő (2023. január 1.). Este Monselice, Sant’Elena, Villa Estense, Baone, Carceri, Lozzo Atestino, Ospedaletto Euganeo és Vighizzolo d’Este községekkel határos.

## Népesség
A település lakossága az elmúlt években az alábbi módon változott:
| Lakosok száma | 16 461 | 16 364 | 15 975 |
|               | 2017   | 2018   | 2023   |